# Гартман, Владимир Евгеньевич
Влади́мир Евге́ньевич Га́ртман (1885, Рига — 1918, Житомир) — русский военный лётчик, полковник (1917). Герой Первой мировой войны.

## Биография
Родился 21 сентября (3 октября) 1885 года в Риге, лютеранского вероисповедания. Сын русского офицера Евгения Юльевича Гартмана (род. 1857), уволенного в 1915 году от службы генерал-майором. Его младший брат — Максимилиан Евгеньевич Гартман (1890—1960), русский офицер, военный лётчик.
Воспитывался и получил общее образование в 3-м Московском кадетском корпусе.
В сентябре 1904 года вступил в военную службу юнкером Николаевского инженерного училища, по окончании 2-х классов которого по 1-му разряду в июле 1906 года был произведен в подпоручики, с назначением на службу в 20-й саперный батальон, расквартированный в городе Олита Виленской губернии. В октябре 1909 года произведен в поручики.
В октябре 1909 года был переведен в 1-й Восточно-Сибирский воздухоплавательный батальон (город Омск) и командирован на учёбу в Санкт-Петербург, в Учебный воздухоплавательный парк (преобразованный в Офицерскую воздухоплавательную школу), — окончил курс офицерского класса Учебного воздухоплавательного парка по 1-му разряду. В августе 1910 года был переведен в 7-ю воздухоплавательную роту, сформированную в Киеве.
В 1912 году обучался в Школе авиации Воздушного флота (в Севастополе), по окончании которой получил квалификацию «военный лётчик».
В августе 1913 года был переведен в 4-ю воздухоплавательную роту, сформированную в Ковно (бывшее Ковенское крепостное воздухоплавательное отделение), оставаясь в Киеве, в прикомандировании к 3-й авиационной (бывшей 7-й воздухоплавательной) роте, где состоял младшим офицером, военным лётчиком 3-го полевого авиационномго отряда. В октябре того же года произведен в штабс-капитаны.
В марте 1914 года был переведен из 4-й воздухоплавательной роты в Ковенскую крепостную воздухоплавательную роту, оставаясь в прикомандировании к 3-й авиационной роте (в Киеве).
Участник Первой мировой войны. В войну вступил в июле 1914 года военным лётчиком 3-го полевого авиационного отряда, действовавшего на Юго-Западном фронте, в оперативном подчинении штабу 8-й армии. В 1915 году был назначен начальником того же авиационного отряда (одновременно числился в составе Ковенской крепостной воздухоплавательной роты; после взятия немцами в августе 1915 года крепости Ковно числился в составе 25-й полевой воздухоплавательной роты, сформированной из остатков Ковенской крепостной воздухоплавательной роты).
Высочайшим приказом от 9 сентября 1915 года Владимир Гартман был награждён орденом Святого Георгия 4-й степени: 
…за то, что состоя в 3-м полевом авиационном отряде, смелыми полетами 7-го, 9-го и 13-го августа 1914 года, будучи неоднократно обстрелян, доставил ценные сведения о группировке австрийских сил (в Каменецком и других районах), чем способствовал   победоносному успеху нашей армии.

Высочайшим приказом от 10 ноября 1915 года удостоен Георгиевского оружия: 
…за то, что за время войны совершил до 70-ти боевых полётов, давших до 30-ти ценных донесений; 24-го августа 1914 года выяснил присутствие превосходных сил противника за р. Верещица; 29-го августа обнаружил признаки готовящегося общего отхода противника; за время полётов неоднократно был обстрелян ружейным и пулемётным огнем, в аэроплане имеется 42 пробоины.
В феврале 1916 года, за отличия в делах против неприятеля, произведен в капитаны
В июне 1916 года капитан Гартман был назначен исправляющим должность штаб-офицера для поручений при Заведующем авиацией и воздухоплаванием в действующей армии (при Авиадарме), генерал-адъютанте Великом князе Александре Михайловиче, с зачислением по инженерным войскам. В конце декабря того же года назначен командующим 9-м авиационным дивизионом, действовавшим на Румынском фронте.
В сентябре 1917 года командующий 9-м авиационным дивизионом капитан Гартман был произведен в подполковники, с утверждением в занимаемой должности. По некоторым сведениям, в конце 1917 года он был произведен в полковники.
После Октябрьской революции, в 1918 году, полковник Гартман служил в армии Украинской державы, — был командиром Житомирского авиационного дивизиона.
Погиб 10 ноября 1918 года в бою, при организации сопротивления повстанцам, наступавшим на Житомир во время антигетманского восстания.

## Награды
- Орден Святого Станислава 3-й степени (ВП от 25.12.1912)
- Орден Святой Анны 3-й степени (ВП от 14.02.1913), — «…за окончание в 1912 году Офицерской школы авиации Отдела воздушного флота»
- Медаль «В память 300-летия царствования дома Романовых» (1913)
- Орден Святого Владимира 4-й степени с мечами и бантом (16.11.1914; ВП от 19.11.1914), — за выдающуюся и обстоятельную разведку перед взятием Львова 20-го августа 1914 г.
- Орден Святого Георгия 4-й степени (19.04.1915[16]; утв. ВП от 09.09.1915)
- Георгиевское оружие (18.04.1915[17]; утв. ВП от 10.11.1915)